# Waking the Fallen (chanson)
Pistes de Waking the Fallen
Unholy Confessions
Waking the Fallen est une chanson du groupe de metalcore américain Avenged Sevenfold, c'est la onzième piste de leur album "Waking the Fallen" sorti le 26 août 2003.

## Composition
La chanson est lente, la guitare de Zacky Vengeance joue en arpège ré grave, Si et Sol en dièse et en vide. On peut supposer que Synyster Gates utilise une pédale multi-effet pour donner un effet spécial à la guitare.

## Analyse des paroles
Cette première chanson assez court parle du fait de réveiller les morts pour qu'ils aillent au paradis mais en réalité ils sont en enfer.

## Membres sur la chanson
- M. Shadows or Matt Davies : chant
- Synyster Gates or Darran Smith : guitare solo
- Zacky Vengeance or Kris Coombs-Roberts : guitare rythmique
- Johnny Christ or Gareth Davies : basse
- The Rev or Ryan Richards : batterie